# Ibrahim Aslan
Ibrahim Aslan (Tanta, 3 marzo 1935 – 7 gennaio 2012) è stato uno scrittore egiziano, tra i più eminenti della “generazione degli anni sessanta”.

## Biografia
Ibrahim Aslan nacque a Tanta, ma crebbe e visse al Cairo, precisamente nella zona di Kit Kat nel quartiere di Imbaba. 
Questi due luoghi sono quelli che predominano in tutte le sue opere, a partire dalla prima raccolta di racconti Il lago della sera del 1971, nel romanzo gli Uccelli del Nilo del 1999 e nella raccolta Storie di via Fadallah Uthmann  del 2003, compreso L'airone del 1983, il suo romanzo più famoso.
Ibrahim Aslan non seguì un percorso formativo regolare. Infatti da bambino frequentò un kutab (scuola coranica e tradizionale luogo di apprendimento della lettura e della scrittura), poi passò da un istituto all'altro prima di decidersi ad iscrivere a una scuola dedicata all'insegnamento dell'arte dei tappeti; ma alla fine lasciò anche questa per andare a studiare in un istituto tecnico industriale.
All'inizio della sua vita lavorativa fu impiegato dalle poste prima come postino, poi come impiegato d'ufficio, un'esperienza che lo spinse a scrivere il romanzo Il turno di notte del 1991.
Aslan era molto legato allo scrittore Yahya Haqqi, a cui rimase vicino fino agli ultimi giorni, e pubblicò diverse opere nella rivista Al-Majalla di cui l'amico era caporedattore.
I suoi racconti sono stati accolti con grande favore quando sono apparsi alla fine degli anni 1960. Dopo la prima raccolta Il lago della sera pubblicò poche altre opere fino al primo romanzo Malek al-Hazin (L'airone, 1983) che è stato classificato tra i cento migliori romanzi della letteratura araba e lo ha reso celebre anche tra il pubblico comune, mentre in precedenza era conosciuto soltanto nell'elite intellettuale.
Agli inizi degli anni 1990 Aslan divenne direttore della redazione letteraria del quotidiano londinese Al-Hayat mentre era caporedattore di una collana letteraria pubblicata dal Consiglio Superiore della Cultura, incarico da cui si dimise dopo il caso del romanzo Walimah li A'ashab al-Bahr (Un banchetto per le alghe) del 1983 dello scrittore siriano Haidar Haidar.

## Al-Kit-Kat
Il romanzo L'airone ha riscosso un notevole successo tra la massa e l'elite. Ibrahim Aslan fino ad allora aveva scritto solo poche opere e aveva sempre cercato di tenersi lontano dall'attenzione dei media. La situazione cambiò  grazie al regista egiziano Daoud Abdel Sayed, che diresse la trasposizione del romanzo in un film intitolato Al-Kit Kat. Da parte sua Aslan accettò di apportare qualche piccola modifica al suo testo per adattarlo ad un altro mezzo espressivo, quello cinematografico. Il film si è rivelato un trionfo ed è diventato uno dei segni distintivi del cinema egiziano degli anni 1990.

## Il caso deUn banchetto per le alghe
Senza volerlo Ibrahim Aslan fu coinvolto in una delle più grandi crisi conosciute dalla vita culturale egiziana. Ciò avvenne nel 2000 quando il romanzo siriano Walima āʿshāb al-baḥr (Un banchetto per le alghe) di Haidar Haidar uscì in ristampa nella collana Orizzonti arabi edita dal ministero della cultura di cui Aslan era il caporedattore.
Il quotidiano Ashab, organo ufficiale del partito del lavoro, di ispirazione islamista, guidò allora una campagna furiosa contro il libro attraverso gli articoli di Mohamed Abaza, scrittore che considerava il romanzo come una sfida aperta alla religione e alla morale, definendola un invito alla miscredenza e all'ateismo, e suscitando un dibattito infuocato. Gli studenti dell'Università al-Azhar, istigati da questi articoli, organizzarono diverse manifestazioni per fermare la pubblicazione del romanzo. Aslan fu messo sotto inchiesta; e numerosi scrittori e altri intellettuali solidarizzarono con lui. L'Accademia di ricerca islamiche condannò infine l'opera e coloro che l'avevano fatta pubblicata in Egitto considerandola una violazione del buon costume e un attacco ai valori religiosi.

## Opere

### Racconti
- Il lago della sera (Buhayrat al-Misa’, 1971)
- Il mantello (Yusuf wa al-Rida’, 1986)
- Racconti di via Fadallah Uthmann (Hikayat min Fadlallah Uthman, 2003)

### Romanzi
- L'airone (Malek al-Hazin, 1983)
- Il turno di notte (Wardiyat Layl, 1991)
- Gli uccelli del Nilo (As-safir al-Nil, 1999)

### Altre opere
- L'eremo del pover'uomo (Khulwat al-Ghalban, 2003)
- Qualcosa del genere (Shay'un Min Hadha al-Qabil, 2007)

## Premi
Ibrahim ha ricevuto numerosi premi, tra cui:
- Premio Taha Hussein dell'Università di Minya nel 1989 per il romanzo L'airone
- Premio letterario dello Stato egiziano 2003-2004.
- Premio letterario internazionale Costantino Afafi 2005
- Premio Sawinis del 2006 per Racconti di via Fadallah Uthmann nel 2006

| Controllo di autorità | VIAF (EN) 87459493 · ISNI (EN) 0000 0001 2364 0439 · SBN TO0V393326 · LCCN (EN) n86805101 · GND (DE) 123710855 · BNE (ES) XX1716158 (data) · BNF (FR) cb13566828q (data) · J9U (EN, HE) 987007305975905171 |